# 夏洛特公主湾
夏洛特公主湾（英語：Princess Charlotte Bay）是澳大利亚东北部昆士兰州约克角半岛珊瑚海沿岸的一个海湾，东以梅尔维尔角为界，西至克莱尔蒙特角（ Claremont Point），长61公里，宽24公里。有诺曼比河、北肯尼迪河和莫尔黑德河注入，沿岸有红树林生长。东部有弗林德斯岛。第一位看到夏洛特公主湾的西方人是英国皇家海军上尉查尔斯·杰弗里斯（Charles Jeffreys，1815年），他以英王乔治四世之女夏洛特公主命名该地。现在夏洛特公主湾属于大堡礁海洋公园的一部分，是儒艮的重要栖息地。